# Capassoichthys alfonsoi
Capassoichthys alfonsoi è un pesce osseo estinto, appartenente agli ittiodectiformi. Visse nel Cretaceo superiore (Campaniano - Maastrichtiano, circa 72 - 66 milioni di anni fa) e i suoi resti fossili sono stati ritrovati in Italia.

## Descrizione
Questo pesce è noto per resti incompleti, sufficienti tuttavia a permetterne una ricostruzione. Doveva essere un pesce di grosse dimensioni, forse lungo un metro e mezzo, con un corpo allungato ma possente. Come gli altri ittiodectiformi, Capassoichthys era dotato di un cranio alto e corto, con un'alta cresta sopraoccipitale. Possedeva mascelle possenti dotate di grandi denti conici e appuntiti. La premascella era più alta che lunga, mentre la mascella era molto più alta anteriormente che posteriormente. Vi era una sola grande supramaxilla. Il retroarticolare era escluso dalla fossa articolare per il quadrato. La fossa articolare del neurocranio per l'iomandibola era orientata obliquamente rispetto alla parte trabecolare del parasfenoide. Il preopercolo era dotato di un ramo ventrale corto e largo, e di un'ampia tacca nel suo margine posteriore. Rispetto agli altri ittiodectiformi, Capassoichthys differiva per l'osso frontale particolarmente corto, per lo pterotico posto sopra l'orbita e per lo sfenotico articolato nella parte posteriore dello pterotoco, lontano dal frontale.

## Classificazione
Capassoichthys era un membro degli ittiodectiformi, un grande gruppo di pesci solitamente di abitudini predatorie, tipici del Giurassico superiore e del Cretaceo. In particolare, Capassoichthys è considerato un membro della famiglia Ichthyodectidae, in una posizione più derivata rispetto a Gillicus e Ghrisichthys ma meno derivata rispetto a Xiphactinus e Ichthyodectes. 
Capassoichthys alfonsoi venne descritto per la prima volta nel 2015, sulla base di resti fossili ritrovati in terreni di fine Cretaceo nei pressi di Nardò, in provincia di Lecce.